# Distaghil Sar
Le Distaghil Sar est le dix-neuvième plus haut sommet du monde. Il se situe dans le Nord-Ouest du Karakoram, dans le secteur de l'Hispar Muztagh dont il est le plus haut point.

## Toponymie
Le nom du sommet signifie « enclos à mouton » en langue bourouchaski.

## Géographie
Le Distaghil Sar est situé sur la crête qui sépare la vallée de Shimshal du glacier d'Hispar. Les deux sommets secondaires Distaghil Sar Est (7 700 m) et Distaghil Sar Sud (7 440 m) se trouvent sur l'arête qui mène au Khunyang Chhish.

## Histoire
Le Distaghil Sar est découvert en 1892 par George Cockerhill et mesuré en 1913 par Kenneth Mason.

## Ascensions
- 1957 - Première tentative, dirigée par Alfred Gregory, qui échoua à 6 700 mètres.
- 1959 - Raymond Lambert et sept compagnons atteignent 6 900 mètres.
- 1960 - Expédition dirigée par Wolfgang Stephan. Ascension par la face sud-ouest et l'arête ouest par Günther Stärker et Dieter Marchart qui atteignent le sommet le 9 juin à 18 heures.
- 1980 - Expédition polonaise sur le sommet Sud
- 1983 - Ascension consécutive des trois sommets par une expédition italienne